# Hippopsis lemniscata
Hippopsis lemniscata es una especie de escarabajo longicornio del género Hippopsis, tribu Agapanthiini, subfamilia Lamiinae. Fue descrita científicamente por Fabricius en 1801.

## Descripción
Mide 7-15 milímetros de longitud.

## Distribución
Se distribuye por Belice, El Salvador, Estados Unidos, Canadá, Colombia, Guatemala, Costa Rica, Honduras, México y Nicaragua.